# Pavel Stepanovič Nachimov
Pavel Stepanovič Nachimov (in russo Павел Степанович Нахимов?; Chmelita, 5 luglio 1802 – Sebastopoli, 12 luglio 1855) è stato un ammiraglio russo, fra i più famosi della storia navale russa, ricordato come comandante della flotta e delle truppe russe nell'Assedio di Sebastopoli, in occasione del quale trovò la morte, durante la Guerra di Crimea.

## Biografia
Nato a Gorodok (oggi Chmelita), nel distretto di Vjaz'ma, nel Governatorato di Smolensk, Nachimov entrò nella Morskoj Dvorjanskij Korpus (l'Accademia navale per la Nobiltà) a San Pietroburgo nel 1815. Grazie alle proprie doti naturali ricevette ben presto il grado di ufficiale. Nel febbraio del 1818 passò gli esami per diventare Aspirante guardiamarina per essere subito assegnato alla Flotta del Baltico della marina imperiale russa.
Nel 1822 fu assegnato alla fregata Kreiser che, agli ordini di Michail Petrovič Lazarev, avrebbe fatto il giro del mondo. Terminata la crociera, che durò tre anni, Nachimov, durante una licenza si innamorò di una donna ebrea che sposò tra la disapprovazione delle rispettive famiglie, quindi venne destinato alla nave Azov.

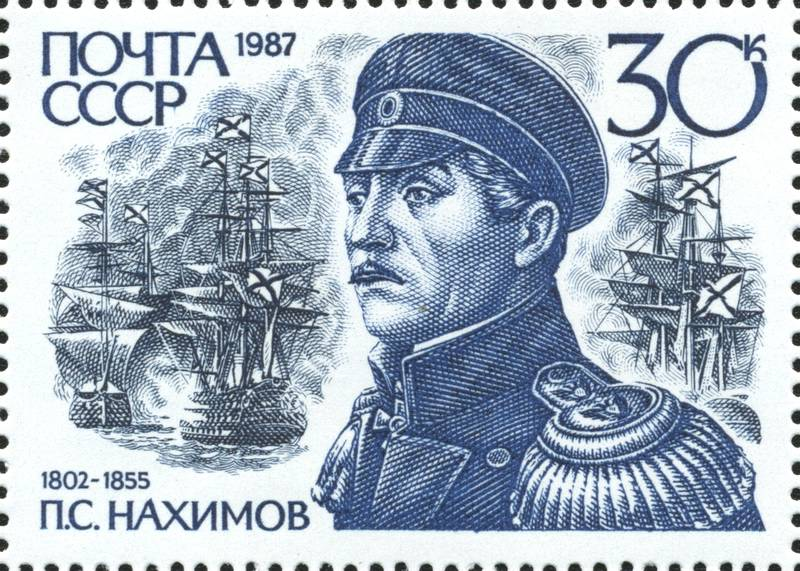
Pavel Nachimov su un francobollo di epoca sovietica

Imbarcato su tale unità partecipò alla battaglia di Navarino. Nachimov è passato alla storia per aver annientato nel 1853, durante la Guerra di Crimea, la flotta ottomana presso Sinope. Peraltro, in seguito a tale netta vittoria, intervennero nel conflitto la Gran Bretagna e la Francia che acquisirono il dominio del mare e bloccarono la fortezza marittima di Sebastopoli.
Nachimov si distinse allora nell'organizzazione della difesa della piazzaforte, unitamente agli ammiragli Istomin e Kornilov ed al colonnello del genio Totleben.
Il 12 luglio 1855 (30 giugno secondo il calendario giuliano allora vigente in Russia) Nachimov venne colpito, nei pressi della ridotta Malakov, da una pallottola sparata da un tiratore scelto e morì poco dopo.
A lui vennero intitolate diverse navi da guerra della Marina Imperiale Russa e della Marina Militare Sovietica.
Nel 1944 Stalin istituì l'Ordine di Nachimov, successivamente al crollo dell'Unione Sovietica mantenuto dall'attuale Federazione Russa.